# النبأ (صحيفة)
صحيفة النبأ صحيفة أسبوعية رسمية يصدرها ديوان الإعلام المركزي التابع لتنظيم الدولة الإسلامية. صدر العدد الأول من الصحيفة في عام 2014 واستمر صدورها أسبوعيًا حتى الآن. تتناول صحيفة النبأ الأخبار المحلية وعمليات الدولة الإسلامية وأهم الأخبار العالمية، بالإضافة إلى حوارات صحفية وجانب أخر من النصح والمواعظ الدينية والقيم الدّعوية والتربوية. تصدر الصحيفة باللغة العربية، وتنشر صحيفة النبأ إلكترونيًا على الإنترنت فور صدورها على رأس كل أسبوع من خلال المواقع الموالية لتنظيم الدولة الإسلامية.
«حصاد الأجناد» مخطط معلومات بياني يصدر أسبوعيًا من الصحيفة، ويعرض هجمات تنظيم الدولة الإسلامية خلال أسبوع.
وتضمنت الصحيفة سلسلة من الحوارات الصحيفة التي أجرتها الصحيفة مع قادة وأمراء والمسؤولين في التنظيم، تم عرضها في الصحيفة تحت عنوان «حوارات النبأ».